# Siesikai
Siesikai is een plaats in de gemeente Ukmergė in het Litouwse district Vilnius. De plaats telt 601 inwoners (2001).